# Интенэль

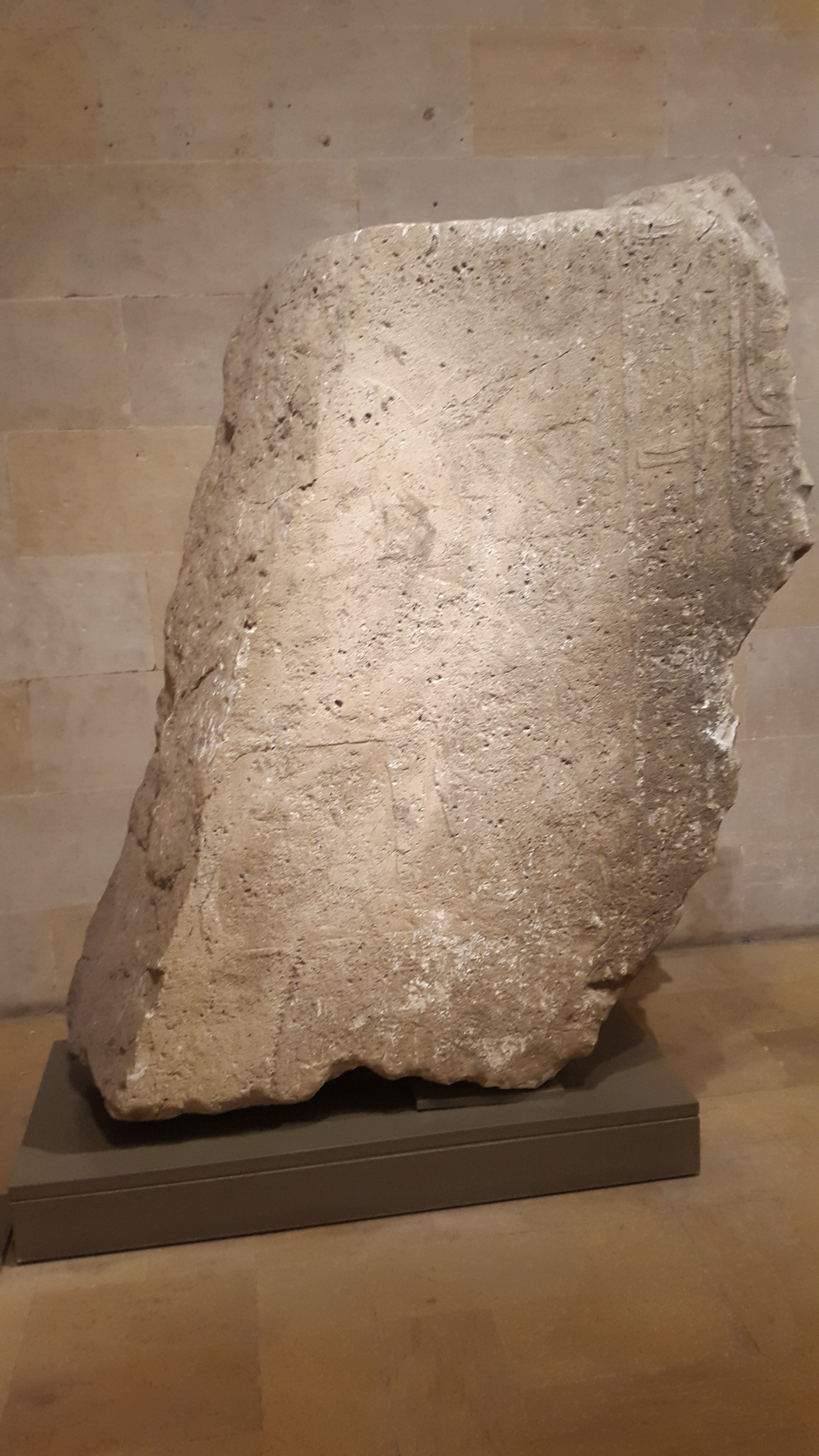
Рельеф фараона Неферхотепа I

Интенэль (Янтин-амму; финик. Yantin-el, Yantin-ammu) — царь Библа в середине XVIII веке до н. э.

## Биография
В клинописном документе из царского архива города Мари сообщается о некоем Янтине, который, вероятно, тождественен правителю Библа, в написанных египетскими иероглифами текстах названному Интином. Предполагается, что оба эти имени — сокращенные варианты финикийского имени Интенэль или Янтин-Амму.
Интенэль изображён на рельефе, хранящемся в Национальном музее в Бейруте. На нём также выбит картуш с именем египетского фараона Неферхотепа I. Композиция изображения подразумевает, что Интенэль и Неферхотеп I были современниками, и при этом первый из них признавал над собой верховную власть второго. В надписи упомянуто, что Якин, отец Интенэля, также был правителем. Предполагается, что отец Интенэля — это Якинэль, современник фараона Схотепибры, предшественника Неферхотепа I на престоле.
Также имя Интенэль находится на нескольких фигурках скарабеев, изготовленных по египетским образцам. Гробница царя Интенэля (захоронение № IV), находящаяся на территории царского некрополя Библа, была обнаружена в результате археологических раскопок, проведённых 1920-х годах под руководством Пьера Монте.
На основании документов из архива в Мари установлено, что Интенэль был также современником царей Зимри-Лима и Хаммурапи. Таким образом, он, получив престол после своего отца Якинэля, правил Библом приблизительно в середине XVIII века до н. э. (иногда упоминаются более точные даты: между 1765—1735 годами до н. э.). Вероятно, он принадлежал к основанной Абишему I династии библских царей, в течение нескольких поколений правившей городом.
Археологические находки свидетельствуют о тесных контактах между Интенэлем и правителем Мари Зимри-Лимом. Сохранились несколько подарков (в том числе, золотая чаша), преподнесённых библским царём Зимри-Лиму. Из архивных документов известно об обширных торговых связях между Библом и Мари в то время. Возможно, к правлению Интенэля относится обострение отношений между Библским царством и Египтом. Предполагается, что этот конфликт был вызван желанием правителя Библа с помощью союза с правителями Мари и Вавилонии ослабить свою зависимость от власти фараонов.
Следующим после Интенэля властителем Библа был его сын Илимияни.